# Mian Mian
Mian Mian (caratteri cinesi: 棉棉; Shanghai, 28 agosto 1970) è una scrittrice e attrice cinese.

## Biografia
Promotrice della musica locale di Shanghai, è una scrittrice che tratta per lo più temi un tempo tabù per la Cina. Alcune delle sue opere sono bandite nella sua patria, e le hanno fatto ottenere la reputazione di figlia letteraria selvaggia della Cina.
Il suo primo romanzo, Candy (糖), è stato tradotto il inglese, tuttavia altre sono le sue opere rilevanti, quali 每个好孩子都有糖吃 (Ogni bambino buono merita di mangiare caramelle) e We Are Panic, quest'ultima trasposta anche in un lungometraggio cinematografico intitolato Shanghai Panic, nel quale la stessa autrice ha interpretato uno dei ruoli principali.
Nel tardo 2009, Mian Mian ha citato in giudizio il motore di ricerca Google, poiché quest'ultimo aveva messo illegalmente delle scansioni dei suoi libri della biblioteca online. Dopo aver domandato 61 000¥ come risarcimento e delle scuse pubbliche, l'autrice ha ricevuto come risposta solo un'eliminazione dei propri libri dalla biblioteca online di Google.

## Opere
- La la la (啦啦啦), 1997 (ISBN 3-462-03182-1)
- Táng (糖), 2000 (ISBN 0-316-56356-0)
- Měi ge hǎo háizi dōu yǒu táng chī (每个好孩子都有糖吃), 2002 (ISBN 3-462-03421-9)
- Candy (糖 Táng), 2003 (ISBN 0-316-56356-0)
- Xióng māo (熊猫), 2004 (ISBN 7-80080-467-4)
- Spectacle de la disparition, con Marie-Pierre Duhamel-Müller e Toby Tam, 2019 (ISBN 978-2-9567147-2-9)

### Opere tradotte in italiano
- Nove oggetti di desiderio (Selezione di racconti), Torino, Einaudi, 2001 traduzione di Maria Rita Masci ISBN 88-06-15661-6.